# Line Berggren Larsen
Line Berggren Larsen (født 30. oktober 1998 i Hjallerup) er en dansk håndboldspiller, der spiller for Skanderborg Håndbold.